# Приули, Джироламо
Джироламо Приули (1486 — 4 ноября 1567) — 83-й венецианский дож. Старший брат предыдущего дожа Лоренцо Приули, которого он сменил на посту 1 сентября 1559 года, став, таким образом, 83-м дожем Венеции: должность, которую он занимал до своей смерти.
Не такой образованный и красноречивый, как его брат, Джироламо поначалу не пользовался особой популярностью у населения города, но благодаря неутомимой работе ему всё же удалось завоевать людские сердца. В целом, его правление было мирным, и основные усилия Джироламо Приули направлял на украшение любимой столицы и подавление очагов изредка вспыхивавших эпидемий, а не на укрепление армии.

## Биография
В молодости Джироламо был успешным торговцем, и ему удалось быстро разбогатеть. Он ничем не выделялся среди других молодых людей, тем не менее, вскоре его имя стало очень известно в деловых кругах. Некоторое время Джироламо трудился на посту прокуратора Сан-Марко, хотя, в целом, и не стремился делать общественную карьеру. Он с большой любовью относился к своему младшему брату Лоренцо и горячо приветствовал его избрание дожем в 1556 году (по традиции, для избрания на пост дожа младшего брата требовалось согласие со стороны старших братьев, хотя, в случае с несгибаемым по характеру Лоренцо, вряд ли отсутствие такого согласия имело бы для него какое-нибудь значение). Смерть Лоренцо застала всех врасплох, и на выборах нового дожа кандидатура Джироламо не была в числе фаворитов.

## Правление
Однако постепенно в ходе дебатов все основные кандидаты стали отказываться от высокой чести быть избранными, и фигура Джироламо приобретала всё большее значение в умах выборщиков. 1 сентября 1559 года Джироламо Приули стал дожем, наследовав, таким образом, своему умершему брату. Случай нечастый, потому что до этого два брата один за другим становились дожами в 1486 году. Из значительных внешнеполитических событий, которые произошли во время спокойного и мирного правления Джироламо Приули, можно назвать окончание работы Тридентского собора (1563 год). Знаменитый скульптор и архитектор Якопо Сансовино продолжал украшать Венецию замечательными архитектурными работами.
Джироламо Приули скончался 4 ноября 1567 года от инсульта.

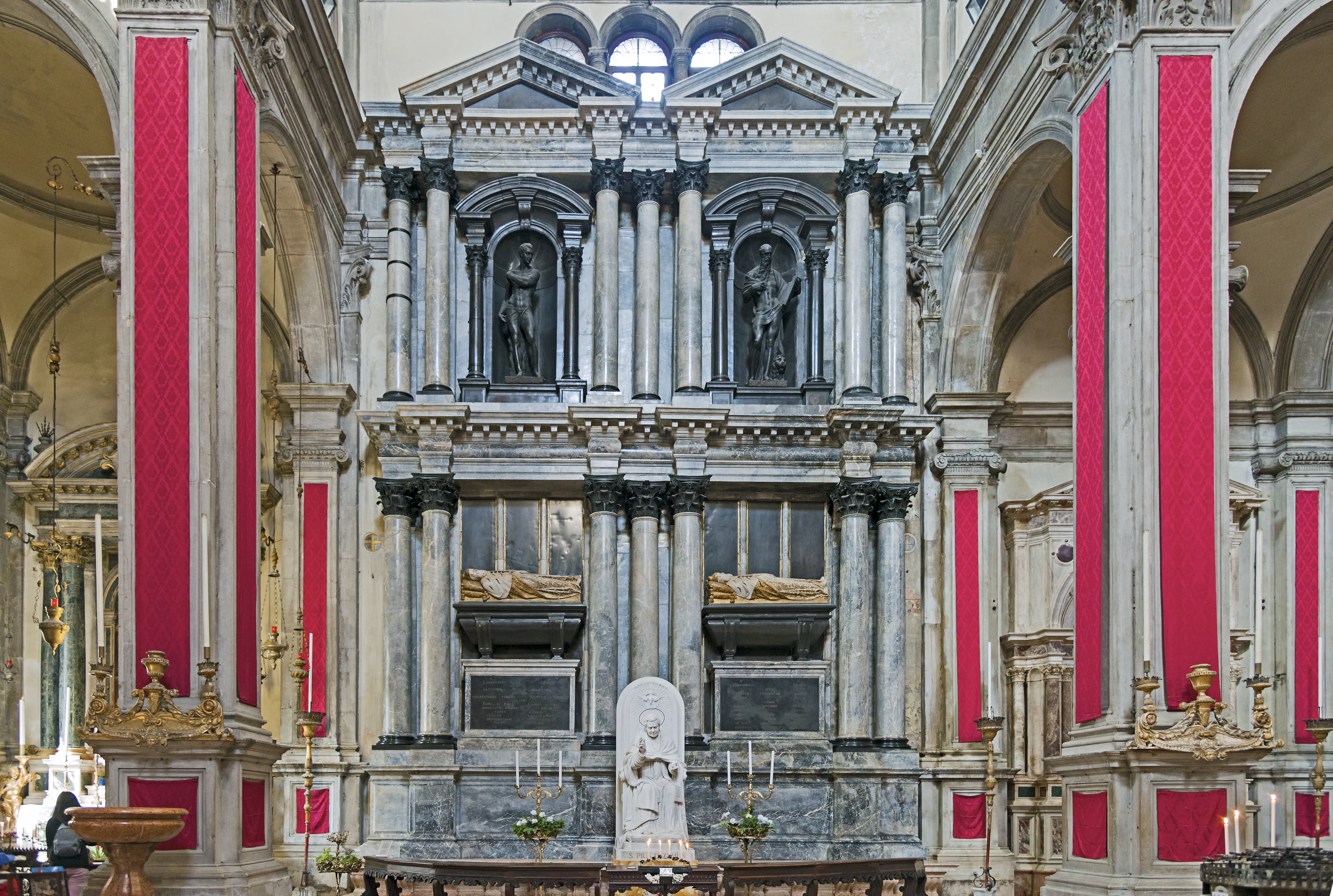
Надгробные монументы на могилах дожей Лоренцо и Джироламо Приули, арх.Чезаре Франко